# Copa Lo Martínez (métro de Santiago)
Copa Lo Martínez est une station de métro à El Bosque, dans la province de Santiago, au Chili. Située sur la ligne 2 du métro de Santiago entre Observatorio et Hospital El Pino, elle a ouvert le 27 novembre 2023.